# Ukraines præsident
Ukraines præsident (ukrainsk: Президент України, tr. Prezydent Ukrayiny) er det ukrainske statsoverhoved. Præsidenten repræsenterer nationen i internationale forhold, forvalter de udenrigspolitiske aktiviteter, fører forhandlinger og underskriver internationale traktater.
Den nuværende præsident er Volodymyr Zelenskyj som overtog embedet fra Petro Porosjenko 20. maj 2019.

## Overblik
Ifølge den ukrainske forfatning er præsidenten garent for statens suverænitet, territoriale udelelighed, at forfatningen overholdes samt, at menneskerettigheder og borgerenes grundlæggende frihed og rettigheder håndhæves. Præsidenten er også den øverstkommanderende for de væbnede styrker i Ukraine og leder det ukrainske råd for den nationale sikkerheds- og forsvarspolitik, der rådgiver præsidenten, koordinerer og styrer aktiviteten i de organer i den udøvende magt på området for national sikkerhed og forsvar.
Ligesom med magtens tredeling fører præsidenten kontrol med parlamentet og retssystemet. Fx kan præsidenten ved enhver lov, der vedtages af parlamentet, nedlægge veto; dog kan parlamentet omgøre dette veto, hvis der er mindst 2/3's flertal.
Præsidenten har en begrænset autoritet til, at opløse Verkhovna Rada (parlamentet). Præsidenten udvælger kandidaterne til posterne som udenrigsminister og forsvarsminister, der indgår i den ukrainske regering. 6 ud af 18 af dommerne ved Ukraines forfatningsdomstol, bliver udvalgt af præsidenten. Afgørelser truffet af præsidenten er underlagt kontrol ved Ukraines domstole, men forfatningsdomstolen er den eneste, der har den fornødne autoritet til, at erklære dekreter fra præsidenten forfatningsstridige. Mens præsidenten sidder på sin post, nyder han retten til immunitet.
Præsidentens officielle residens er Mariinskij Slot, der er lokaliseret i distriktet Pechersk i hovedstaden Kyiv. Andre officielle residenser inkluderer Kimærens Hus og Den Grædende Enkes Hus, som anvendes ved besøg fra udenlandske repræsentanter. Administrationen for Ukraines præsident, uofficielt kendt som "Bankova" som en reference til den gade som administrationen ligger på, fungerer som præsidentens administration, der yder rådgivning af præsidenten i indenrigs, udenrigs og juridiske forhold.
Præsidenten bliver valgt ved direkte valg af ukrainske statsborgere for én femårig periode. Én person kan ikke være præsident i mere end to sammenhængende perioder á fem år. Forfatningen kræver, at præsidenten ikke er leder af noget politisk parti.
Den ukrainske præsident modtager jævnligt henvendelser fra ukrainske borgere, der ønsker hjælp til at løse deres personlige problemer (til tider med succes). I 2012 modtog præsident Viktor Janukovitj omkring 10.000-12.000 breve hver måned. Omgåelse af den lokale forvaltning er almindelig praksis i Ukraine.

## Historie
Siden embedet blev etableret den 5. juli 1991, har der været fem præsidenter i Ukraine. Leonid Kravtsjuk var den første indehaver af embedet, som besad embedet i 2½ år fra sin indsættelse i 1992 og til sin i 1994. Leonid Kutjma er den eneste præsident, der har været indehaver af embedet i to valgperioder; omtrent i 10 år.
Den tredje præsident var Viktor Jusjtjenko, der blev valgt den 26. december 2004 og indsat den 23. januar 2005. Hans embedsperiode udløb den 25. februar 2010. Han var berettiget til genvalg én gang ved præsidentvalget i 2010, som fandt sted den 17. januar 2010. Jusjtjenkos støtte var blevet vurderet under 4% i meningsmålingerne, og han klarede ikke den første runde af valget. Vinderen af den anden runde, som blev afviklet den 7. februar 2010, var Viktor Janukovitj, hvis indsættelses ceremoni blev afholdt den 25. februar 2010.
Efter Janukovitjs flugt fra Ukraine som følge af Majdan-revolutionen vedtog Verkhovna Rada den 21. februar 2014 en resolution, der erklærede, at Viktor Janukovitj havde misvedligeholdt denne forfatningsmæssige forpligtelser, fordi hans tilbagetrækning truede styringen af staten, den territoriale integritet og et suverænt Ukraine. Denne resolution mente desuden, at Janukovitj havde krænket en række borgeres rettigheder og frihed. Janukovitj hævdede stadig at være "det legitime statsoverhoved for den ukrainske stat, demokratisk valgt af det ukrainske folk".
Petro Porosjenko overtog embedet efter den midlertidige præsident og formand for det ukrainske parlament, Oleksandr Turtjinov, der var indsat af det ukrainske parlament, der havde afsat Viktor Janukovitj fra sit embede den 21. februar 2014.
Den nuværende præsident er Volodymyr Zelenskyj som overtog embedet fra Petro Porosjenko 20. maj 2019.

## Liste over præsidenter i Ukraine
- 1. — Leonid Kravtjuk
(1991–1994)
- 2. — Leonid Kutjma
(1994–2005)
- 3. — Viktor Jusjtjenko
(2005–2010)
- 4. — Viktor Janukovitj
(2010–2014)
- 5. — Petro Porosjenko
(2014-2019)
- 6. — Volodymyr Zelenskyj
(2019-)